# Шевляков, Юрий Андреевич
Юрий Андреевич Шевляков (англ. Юрiй Андрійович Шевляков; 7 августа 1921, Новопавловка, Запорожская губерния — 2004) — советский и украинский учёный; доктор технических наук, профессор.
Автор ряда научных работ и изобретений. Область научных интересов — механика твердого деформируемого тела; прочность и устойчивость оболочек с отверстиями на поверхности; теории парашюта, используемые при разработке аэрокосмических аппаратов.

## Биография
Родился 7 августа 1921 года в селе Партизаны (ныне Новопавловка) Запорожской области, Украинской ССР.

### Образование
В 1938 году поступил на механико-математический факультет Днепропетровского государственного университета (ныне Днепровский национальный университет имени Олеся Гончара), который окончил только в 1945 году из-за Великой Отечественной войны, участником которой в 1941—1943 годах он являлся и был ранен. После окончания университета обучался в аспирантуре и в 1948 году защитил кандидатскую диссертацию. Докторскую диссертацию на тему «Некоторые задачи статики пологих оболочек и пластин» защитил в Институте механики Академии наук Украинской ССР в 1956 году.

### Деятельность
В Великой Отечественной войне участвовал с 1941 года. С июня по сентябрь этого года — курсант артиллерийского училища в городе Сумы. С сентября 1941 по ноябрь 1942 года находился на временно оккупированных территориях. В 1942—1944 годах служил офицером 4-го танкового корпуса 4-го Украинского фронта. В ходе одного из боёв был тяжело ранен в обе ноги, в плечо и бок. После продолжительного лечения в госпитале, в 1943 году был демобилизован.
После защиты докторской диссертации, в 1956—1967 годах Юрий Шевляков работал заведующим кафедрой теоретической механики Днепропетровского государственного университета.
В 1968—1970 годах — ректор Донецкого государственного университета (ныне Донецкий национальный университет), заведующий кафедрой теоретической и прикладной механики.
В 1971—1993 годах работал в Симферопольском государственном университете имени М. В. Фрунзе (ныне Таврический национальный университет имени В. И. Вернадского), заведующий кафедрой прикладной математики (в 1979—1989 годах — проректор по научной работе).
С 1979 года Юрий Андреевич одновременно являлся руководителем Проблемной научно-исследовательской лаборатории исследования волновых процессов в неоднородных средах (с 1994 года — Научно-исследовательский институт проблем геодинамики).
Занимался также общественной деятельностью — являлся членом экспертного совета по механике Министерства образования и науки Украины и ответственным редактором основанного им научного сборника «Динамические системы».
Умер в 2004 году.

## Заслуги
- Награждён орденом Красной Звезды, двумя орденами Отечественной войны и медалями.
- Получил звание «Заслуженного деятеля науки и техники Украины».
- Удостоен стипендии Президента Украины.